# Cotopaxi (provins)
Cotopaxi är en provins i centrala Ecuador. Den administrativa huvudorten är Latacunga. 

## Administrativ indelning
Provinsen är indelad i sju kantoner:
- La Maná
- Latacunga
- Pangua
- Pujilí
- Salcedo
- Saquisilí
- Sigchos